# Párizs 19. kerülete
Párizs 19. kerülete (XIXe arrondissement) Franciaország fővárosának 20 kerületének egyike. A beszélt francia nyelven ezt dix-neuvième-nek (tizenkilencedik) vagy Butte-Chaumont néven nevezik.
A kerület a Szajna jobb partján fekszik. Két csatorna szeli át, a Saint-Denis-csatorna és a l'Ourcq-csatorna, amelyek a Parc de la Villette közelében találkoznak.
A régi francia bohémséget és a párizsi kozmopolitizmust is ötvöző 19. kerületben két közpark található: a dombon fekvő Parc des Buttes Chaumont és a Parc de la Villette, ahol a Cité des Sciences et de l'Industrie, egy múzeum és kiállítási központ, a Conservatoire de Paris, Európa egyik leghíresebb zeneiskolája, a Cabaret Sauvage, a Zénith de Paris és a Philharmonie de Paris található, mindkettő a Cité de la Musique része.

## Népesség
| Lakosok száma | 186 507 | 185 654 | 187 760 | 187 015 | 185 513 | 184 573 | 183 211 | 181 616 | 178 371 |
|               | 2009    | 2015    | 2016    | 2017    | 2018    | 2019    | 2020    | 2021    | 2022    |

## Közlekedés

### Metró
A kerületet hat metróvonal érinti:
- (Stalingrad, Jaurès, Colonel Fabien és Belleville).
- (Porte des Lilas).
- (Stalingrad, Jaurès, Laumière, Ourcq és Porte de Pantin).
- (Stalingrad, Riquet, Crimée, Corentin Cariou és Porte de la Villette).
- (Pré-Saint-Gervais, Place des Fêtes, Danube, Botzaris, Buttes Chaumont, Bolivar és Jaurès).
- (Belleville, Pyrénées, Jourdain, Place des Fêtes, Télégraphe és Porte des Lilas).
- Ezenkívül létezik a kerületben egy sosem használt szellemállomás is, az Haxo.

### Villamos
- (Porte d'Aubervilliers, Rosa-Parks, Canal Saint-Denis, Porte de la Villette, Ella-Fitzgerald, Delphine-Seyrig, Porte de Pantin, Butte du Chapeau Rouge, Hôpital Robert-Debré et Porte des Lilas).

### RER
- (Rosa-Parks).